# しあわせメソッド
『しあわせメソッド』は、2011年4月14日から2012年3月22日までフジテレビで放送されたミニ番組（情報番組）。全49回。放送時間（JST）は毎週木曜22:54 - 23:00だが、直前番組『木曜劇場』の枠拡大によって、枠が繰下がる事が有る。
ヨンアと「美の知識人」が、心も体も美しくなる「メソッド」（方法）を紹介する。
花王の一社提供（「アジエンス」名義）。

## ナビゲーター
- ヨンア（「アジエンス」のCMに出演）

## 番組内容
1. 美肌
2. 美脚
3. ビューティースープ
4. 女子会
5. UVケア
6. クレンジング
7. 手作りアクセサリール
8. ヘアアクセサリー
9. ウォーキング
10. ハーブティー
11. ネイル選び
12. ハンドケア
13. プラスアイテム
14. 色選び
15. 二の腕
16. デコルテ周り
17. ヘアケア
18. 化粧道具
19. 花選び
20. フラワーアレンジ
21. アロマ選び
22. オフィスアイテム
23. 美白
24. ゆらぎ肌
25. 朝ごはん
26. おつまみ
27. ツヤ髪
28. 秋メイク
29. バスタイム
30. 快適睡眠
31. 冬のネイルケア
32. 冬のイベントネイル
33. デトックスヨガ
34. アクティブヨガ
35. 美髪
36. パーティーヘア
37. クリスマスアレンジ
38. お正月飾り
39. アロマソルト
40. 加湿器
41. ハッピーメイク
42. 春メイク
43. チョコレート菓子
44. 簡単料理
45. パールスタイル
46. 春ファッション
47. 潤いスキンケア
48. アイケア
49. ヨガ[2]